# Oreogrammitis archboldii
Oreogrammitis archboldii är en stensöteväxtart som först beskrevs av Carl Frederik Albert Christensen, och fick sitt nu gällande namn av Barbara S. Parris. Oreogrammitis archboldii ingår i släktet Oreogrammitis och familjen Polypodiaceae. Inga underarter finns listade.